# 7237 Vickyhamilton
7237 Vickyhamilton là một tiểu hành tinh vành đai chính với chu kỳ quỹ đạo là 1513.3844986 ngày (4.14 năm).
Nó được phát hiện ngày 3 tháng 11 năm 1988.